# MS Irma
MS Irma – jeden z bliźniaczych masowców zbudowanych dla PŻM w stoczni Mitsui w Chiba (Japonia) w latach 1999–2000. Statek pływa pod banderą cypryjską.
Matką chrzestną statku jest szczecinianka Zofia Komołowska, a sam chrzest miał miejsce 25 lutego 2000 roku w stoczni Chiba Work w Tokio.
Do tej serii statków należą również:
- MS Iryda
- MS Isa
- MS Isolda
- MS Isadora